# Silent Weapons for Quiet Wars
Silent Weapons for Quiet Wars – debiutancki album amerykańskiej grupy hip-hopowej Killarmy wydany 5 sierpnia 1997 nakładem wytwórni Wu-Tang i Priority. Tytuł albumu został zaczerpnięty z dokumentu z lat 80. opowiadającym o Nowym porządku świata oraz dominacji polityków nad światem.
Wydawnictwo zostało prawie w całości wyprodukowane 4th Disciple z wyjątkiem dwóch utworów, które wyszły spod ręki RZA’y z grupy Wu-Tang Clan. Muzyka na albumie opiera się głównie o sample z lat 60–70. oraz dialogi z filmów takich jak Full Metal Jacket. Gościnnie na płycie pojawili się Masta Killa z Wu-Tang Clanu, Streetlife, Hell Razah oraz Prodigal Sunn, obaj z Sunz of Man.
Wydawnictwo zostało dobrze przyjęte i zadebiutowało na 10. pozycji notowania Top R&B/Hip-Hop Albums oraz 34. pozycji Billboard 200.

## Lista utworów
| #  | Tytuł                                       | Producent    | Sample |
| -- | ------------------------------------------- | ------------ | --- |
| 1  | „Dress To Kill”                             | 4th Disciple | - Iron Butterfly – „Get Out of My Life, Woman”                                                                    |
| 2  | „Clash of the Titans” (gośc. Streetlife)    | 4th Disciple | - 101 Strings – „Celeste Aida”                                                                                    |
| 3  | „Burning Season”                            | 4th Disciple | - Al Green – „Light My Fire”                                                                                      |
| 4  | „Blood For Blood”                           | 4th Disciple | - Dead Can Dance – „The Wind That Shakes the Barley”                                                              |
| 5  | „Seems It Never Fails”                      | 4th Disciple | |
| 6  | „Universal Soldiers”                        | 4th Disciple | - The Isley Brothers – „Ohio/Machine Gun”                                                                         |
| 7  | „Love, Hell, or Right”                      | 4th Disciple | - Henry Mancini / Doc Severinsen – „We’ve Only Just Begun”                                                        |
| 8  | „Wake Up” (gośc. Hell Razah, Prodigal Sunn) | RZA          | - Joe Harnell – „The Lonely Man Theme”                                                                            |
| 9  | „Fair, Love, & War”                         | 4th Disciple | |
| 10 | „Wu-Renegades”                              | 4th Disciple | - Christian Sinding – „Rustle of Spring” - Nikołaj Rimski-Korsakow – „Szeherezada: Wstęp. Morze i okręt Sindbada” |
| 11 | „Full Moon”                                 | 4th Disciple | - Brooklyn Bridge – „Requiem” - The Headhunters – „God Make Me Funky”                                             |
| 12 | „Under Siege”                               | 4th Disciple | - Fragmenty filmu Full Metal Jacket                                                                               |
| 13 | „Shelter”                                   | 4th Disciple | |
| 14 | „Camouflage Ninjas”                         | 4th Disciple | - Earth, Wind & Fire – „Mom” - Raekwon – „Criminology”                                                            |
| 15 | „Swinging Swords”                           | 4th Disciple | - Billie Holiday – „Swing! Brother, Swing!”                                                                       |
| 16 | „War Face”                                  | RZA          | - Fragmenty filmu Full Metal Jacket - Bounty Killer – „War Face (Ask Fi War) (Remix)”                             |
| 17 | „5 Stars” (gośc. Masta Killa)               | 4th Disciple | - Johnny Mandel / Michael Altman – „Suicide Is Painless”                                                          |

## Notowania
| Rok  | Album                         | Notowania | Notowania |
| Rok  | Album                         | USA 200   | USA R&B   |
| ---- | ----------------------------- | --------- | --------- |
| 1997 | Silent Weapons for Quiet Wars | 34        | 10        |

| Rok  | Tytuł             | Notowania | Notowania | Notowania | Notowania |
| Rok  | Tytuł             | USA 100   | USA R&B   | USA Rap   | USA Dance |
| ---- | ----------------- | --------- | --------- | --------- | --------- |
| 1996 | „Wake Up”         | –         | 89        | 20        | 37        |
| 1997 | „Wu-Renegades”    | –         | –         | –         | –         |
| 1997 | „Swinging Swords” | –         | –         | –         | –         |